# Сможенська сільська рада
Сможенська сільська рада — колишній орган місцевого самоврядування у Сколівському районі Львівської області. Адміністративний центр — село Сможе.

## Загальні відомості
Сможенська сільська рада утворена в 1939 році. Територією ради протікає річка Сможенка.

## Населені пункти
Сільській раді підпорядковані населені пункти:
- с. Сможе
- с. Долинівка
- с. Нагірне

## Склад ради
Рада складається з 16 депутатів та голови.

### Керівний склад попередніх скликань
| ПІБ                         | Основні відомості                                                 | Дата обрання | Дата звільнення |
| --------------------------- | ----------------------------------------------------------------- | ------------ | --------------- |
| Тацинець Михайло Богданович | Сільський голова, 1974 року народження, освіта вища, безпартійний | 26.03.2006   | 31.10.2010      |
| Тацинець Михайло Богданович | Сільський голова, 1974 року народження, освіта вища, безпартійний | 31.10.2010   |                 |

Примітка: таблиця складена за даними джерела

## Населення
Згідно з переписом УРСР 1989 року чисельність наявного населення сільської ради становила 994 особи, з яких 483 чоловіки та 511 жінок.
За переписом населення України 2001 року в сільській раді мешкало 1098 осіб.

### Мова
Розподіл населення за рідною мовою за даними перепису 2001 року:
| Мова       | Відсоток |
| ---------- | -------- |
| українська | 99,73 %  |
| російська  | 0,18 %   |
| білоруська | 0,09 %   |